# 태니아 맬릿
태니아 맬릿(Tania Mallet, 1941년 5월 19일 ~ 2019년 3월 30일)은 잉글랜드의 모델, 배우이다. 영화 《007 골드핑거》의 틸리 마스터슨 역으로 알려져 있다. 배우 헬렌 미렌과 사촌지간이다.